# Agriotypus zhejiangensis
Agriotypus zhejiangensis là một loài tò vò trong họ Ichneumonidae.